# Saint-Vincent-Cramesnil
Pour les articles homonymes, voir Saint-Vincent.
Saint-Vincent-Cramesnil est une commune française, située dans le département de la Seine-Maritime en région Normandie.

## Géographie

### Communes limitrophes
| Saint-Aubin-Routot | Saint-Romain-de-Colbosc | La Remuée    |
|                    | Saint-Vincent-Cramesnil | La Cerlangue |
| Sandouville        | Saint-Vigor-d'Ymonville |              |

### Hydrographie
La commune est située dans le bassin Seine-Normandie. Elle n'est drainée par aucun cours d'eau,. Néanmoins un plan d'eau est présent sur le territoire communal : la mare Castille (0,04 ha),.

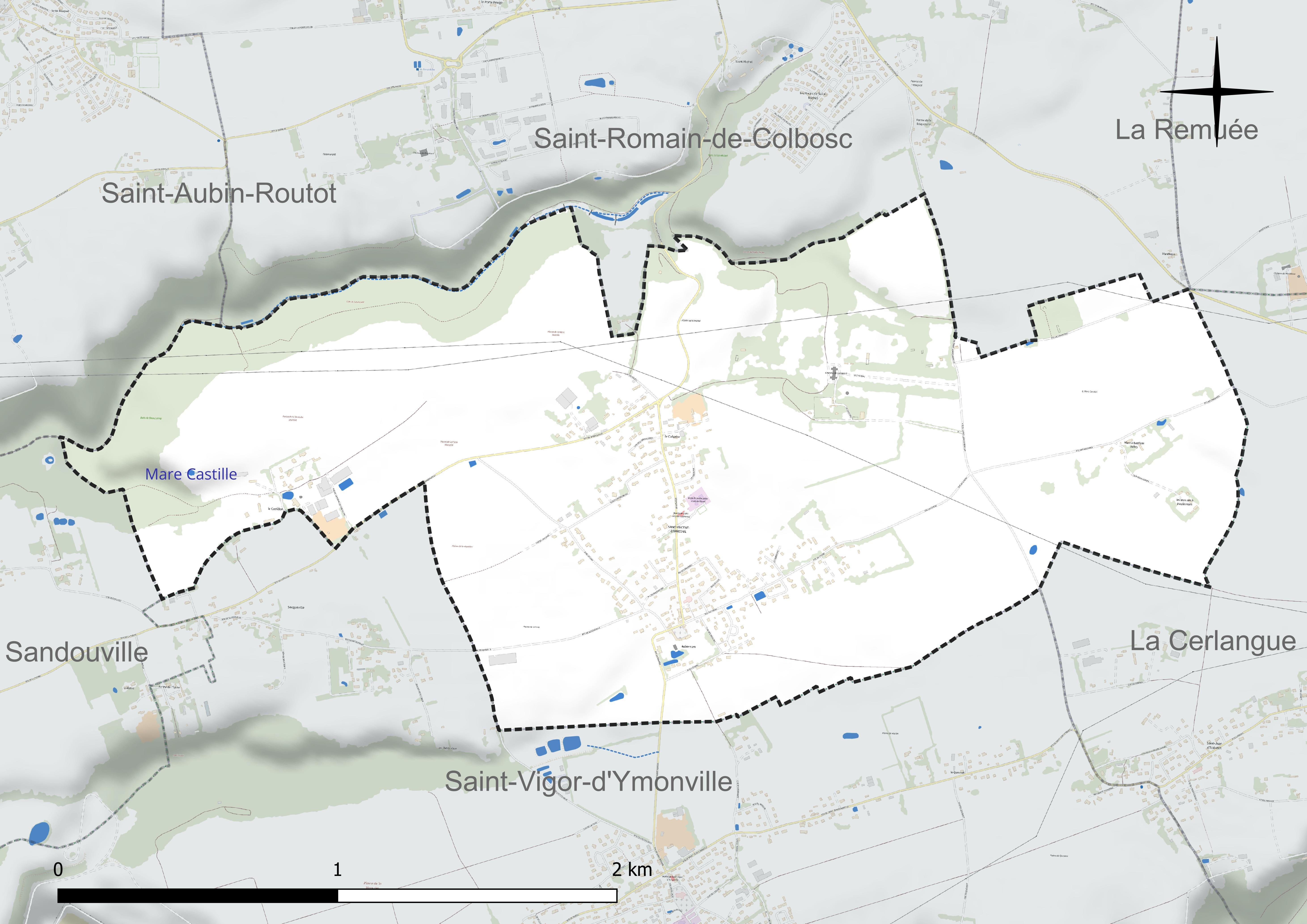
Réseau hydrographique de Saint-Vincent-Cramesnil.

### Climat
Pour des articles plus généraux, voir Climat de la Normandie et Climat de la Seine-Maritime.
En 2010, le climat de la commune est de type climat océanique franc, selon une étude du CNRS s'appuyant sur une série de données couvrant la période 1971-2000. En 2020, Météo-France publie une typologie des climats de la France métropolitaine dans laquelle la commune est exposée à un climat océanique et est dans la région climatique  Côtes de la Manche orientale, caractérisée par un faible ensoleillement (1 550 h/an) ; forte humidité de l’air (plus de 20 h/jour avec humidité relative > 80 % en hiver), vents forts fréquents. Parallèlement le GIEC normand, un groupe régional d’experts sur le climat, différencie quant à lui, dans une étude de 2020, trois grands types de climats pour la région Normandie, nuancés à une échelle plus fine par les facteurs géographiques locaux. La commune est, selon ce zonage, exposée à un « climat maritime », correspondant au Pays de Caux, frais, humide et pluvieux, légèrement plus frais que dans le Cotentin.
Pour la période 1971-2000, la température annuelle moyenne est de 10,5 °C, avec une amplitude thermique annuelle de 13,2 °C. Le cumul annuel moyen de précipitations est de 906 mm, avec 13 jours de précipitations en janvier et 8,6 jours en juillet. Pour la période 1991-2020, la température moyenne annuelle observée sur la station météorologique la plus proche, située sur la commune de Boulleville à 15 km à vol d'oiseau, est de 11,3 °C et le cumul annuel moyen de précipitations est de 851,2 mm,. Pour l'avenir, les paramètres climatiques de la commune estimés pour 2050 selon différents scénarios d’émission de gaz à effet de serre sont consultables sur un site dédié publié par Météo-France en novembre 2022.

## Urbanisme

### Typologie
Au 1er janvier 2024, Saint-Vincent-Cramesnil est catégorisée bourg rural, selon la nouvelle grille communale de densité à sept niveaux définie par l'Insee en 2022.
Elle est située hors unité urbaine. Par ailleurs la commune fait partie de l'aire d'attraction du Havre, dont elle est une commune de la couronne,. Cette aire, qui regroupe 116 communes, est catégorisée dans les aires de 200 000 à moins de 700 000 habitants,.

### Occupation des sols
L'occupation des sols de la commune, telle qu'elle ressort de la base de données européenne d’occupation biophysique des sols Corine Land Cover (CLC), est marquée par l'importance des territoires agricoles (75,2 % en 2018), en diminution par rapport à 1990 (76,9 %). La répartition détaillée en 2018 est la suivante : 
terres arables (71,3 %), forêts (9,9 %), zones urbanisées (9,6 %), espaces verts artificialisés, non agricoles (5,3 %), zones agricoles hétérogènes (3,8 %). L'évolution de l’occupation des sols de la commune et de ses infrastructures peut être observée sur les différentes représentations cartographiques du territoire : la carte de Cassini (XVIIIe siècle), la carte d'état-major (1820-1866) et les cartes ou photos aériennes de l'IGN pour la période actuelle (1950 à aujourd'hui).

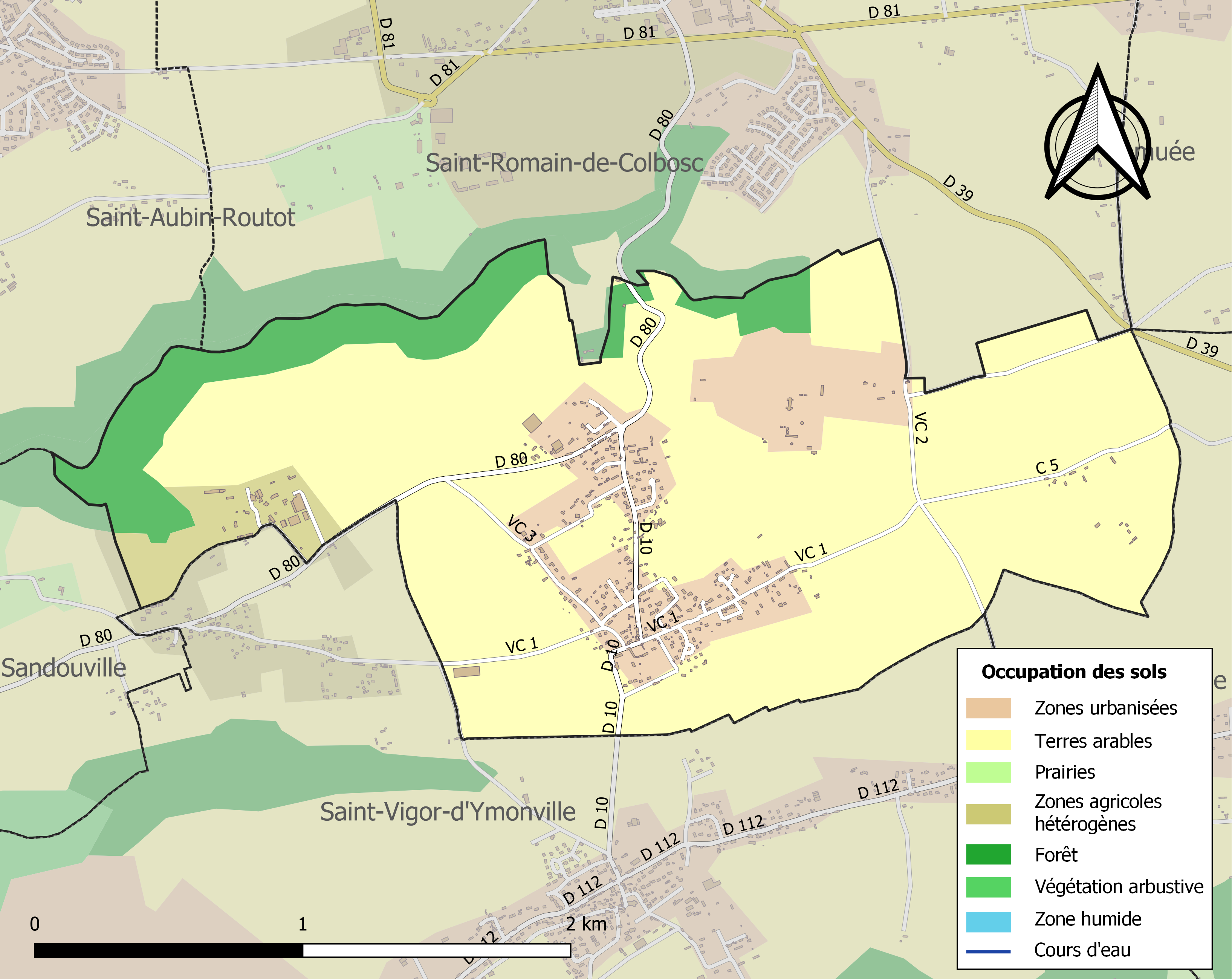
Carte des infrastructures et de l'occupation des sols de la commune en 2018 (CLC).

## Toponymie
Commune, canton de Saint-Romain, formée par la réunion des communes de Saint-Vincent-d'Aubermare et de Cramesnil.
Saint-Vincent est attesté sous les formes Sanctus Vincentius vers 1240, Saint Vincent en 1319, Sanctus Vincentius en 1337, Saint Vincent en 1398, Saint Vinchent en 1403, Saint Vinchent en 1431, Sancti Vincencii de Aubermara en 1540, Saint Vincent d'Aubermare en 1597.
Cramesnil est attesté sous les formes de Crasmaisnil au XIIe siècle, de Crasmesnil en 1253, Crasmesnil en 1319, Cramesnil en 1495.

## Politique et administration
| Période                                  | Période                    | Identité                        | Étiquette | Qualité                                                     |
| ---------------------------------------- | -------------------------- | ------------------------------- | --------- | ----------------------------------------------------------- |
| Les données manquantes sont à compléter. |                            |                                 |           |                                                             |
| Juillet 1844                             | Octobre 1876               | Jean Vautier                    |           |                                                             |
| Les données manquantes sont à compléter. |                            |                                 |           |                                                             |
|                                          | 1951                       | Louis du Douët de Graville      |           |                                                             |
| 1951                                     | 2001                       | Jean-Louis du Douët de Graville |           | Neveu du précédent                                          |
| mars 2001                                | mars 2008                  | Maurice Laignel                 |           |                                                             |
| mars 2008                                | En cours (au 10 août 2020) | Jocelyne Guyomar-Daniel         |           | Retraitée de l'enseignement Réélue pour le mandat 2020-2026 |

## Démographie
L'évolution du nombre d'habitants est connue à travers les recensements de la population effectués dans la commune depuis 1793. Pour les communes de moins de 10 000 habitants, une enquête de recensement portant sur toute la population est réalisée tous les cinq ans, les populations de référence des années intermédiaires étant quant à elles estimées par interpolation ou extrapolation. Pour la commune, le premier recensement exhaustif entrant dans le cadre du nouveau dispositif a été réalisé en 2008.

En 2022, la commune comptait 695 habitants, en évolution de +8,42 % par rapport à 2016 (Seine-Maritime : +0,35 %, France hors Mayotte : +2,11 %).
| 1793 | 1800 | 1806 | 1821 | 1831 | 1836 | 1841 | 1846 | 1851 |
| ---- | ---- | ---- | ---- | ---- | ---- | ---- | ---- | ---- |
| 349  | 241  | 396  | 391  | 487  | 457  | 411  | 391  | 424  |

| 1856 | 1861 | 1866 | 1872 | 1876 | 1881 | 1886 | 1891 | 1896 |
| ---- | ---- | ---- | ---- | ---- | ---- | ---- | ---- | ---- |
| 415  | 406  | 395  | 405  | 423  | 383  | 403  | 402  | 403  |

| 1901 | 1906 | 1911 | 1921 | 1926 | 1931 | 1936 | 1946 | 1954 |
| ---- | ---- | ---- | ---- | ---- | ---- | ---- | ---- | ---- |
| 418  | 390  | 418  | 402  | 360  | 320  | 314  | 301  | 314  |

| 1962 | 1968 | 1975 | 1982 | 1990 | 1999 | 2006 | 2008 | 2013 |
| ---- | ---- | ---- | ---- | ---- | ---- | ---- | ---- | ---- |
| 277  | 279  | 314  | 390  | 466  | 501  | 580  | 602  | 622  |

| 2018 | 2022 | - | - | - | - | - | - | - |
| ---- | ---- | - | - | - | - | - | - | - |
| 669  | 695  | - | - | - | - | - | - | - |

## Culture locale et patrimoine

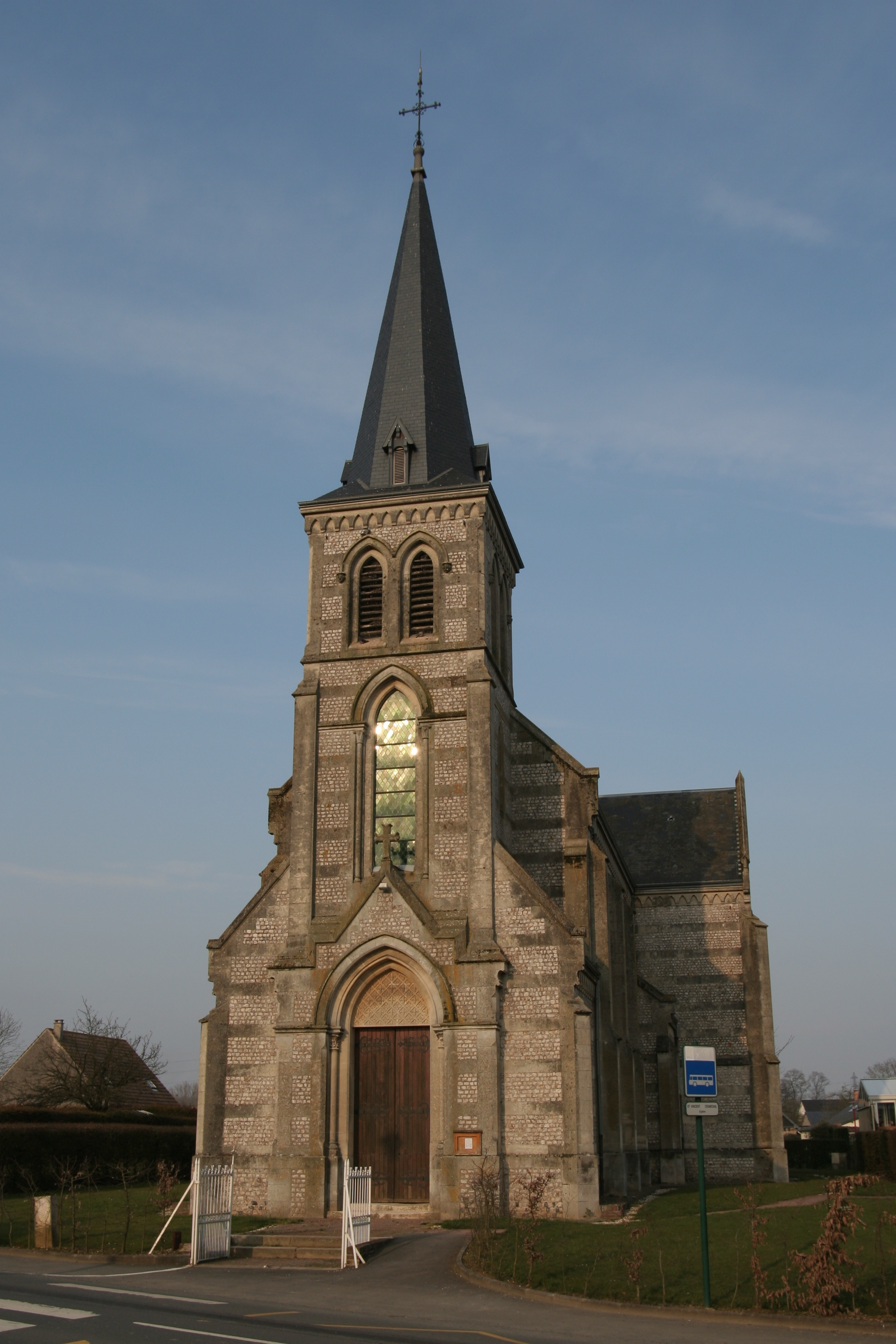
L'église Saint-Vincent

- L'église Saint-Vincent[26].
- L'église Saint-Martin[27].

## Pour approfondir